# Regionales Schutzgebiet Tamshiyacu Tahuayo
Das Regionale Schutzgebiet Tamshiyacu Tahuayo (span. Área de Conservación Regional Comunal Tamshiyacu Tahuayo) befindet sich in der Region Loreto in Nord-Peru. Das Schutzgebiet wurde am 15. Mai 2009 eingerichtet. Die Regionalregierung von Loreto ist die für das Schutzgebiet zuständige Behörde. Das Schutzgebiet besitzt eine Größe von 4200,8 km². Es dient der Erhaltung des tropischen Regenwaldes an den Oberläufen der Flüsse Río Yavarí Mirín, Río Tahuayo und Río Tamshiyacu und damit einem Ökosystem bedrohter Pflanzen- und Tierarten. Es wird in der IUCN-Kategorie VI als ein Schutzgebiet geführt, dessen Management der nachhaltigen Nutzung natürlicher Ökosysteme und Lebensräume dient.

## Lage
Das Schutzgebiet liegt im Amazonasbecken 90 km südsüdöstlich der Regionshauptstadt Iquitos zwischen den Flussläufen des Amazonas im Nordwesten und dem des Río Yavarí im Südosten. Es erstreckt sich über die Quellgebiete der beiden namengebenden Amazonas-Nebenflüsse im Distrikt Fernando Lores (Provinz Maynas) sowie über das Quellgebiet des Río Yavarí Mirín im Distrikt Yavarí (Provinz Mariscal Ramón Castilla). Es ist Teil eines größeren Verbundes. Weiter westlich liegen die Reserva Nacional Pacaya Samiria und die Área de Conservación Privada Buen Retiro.

## Ökologie
Das Gebiet besitzt eine hohe Biodiversität. Dort kommen u. a. der Rote Uakari (Cacajao calvus) und Ranitomeya uakarii aus der Familie der Baumsteigerfrösche vor.